# Eugenia Rasponi
Eugenia Rasponi Murat (Ravenna, 18 settembre 1873 – 1958) è stata una nobildonna, imprenditrice e attivista italiana.

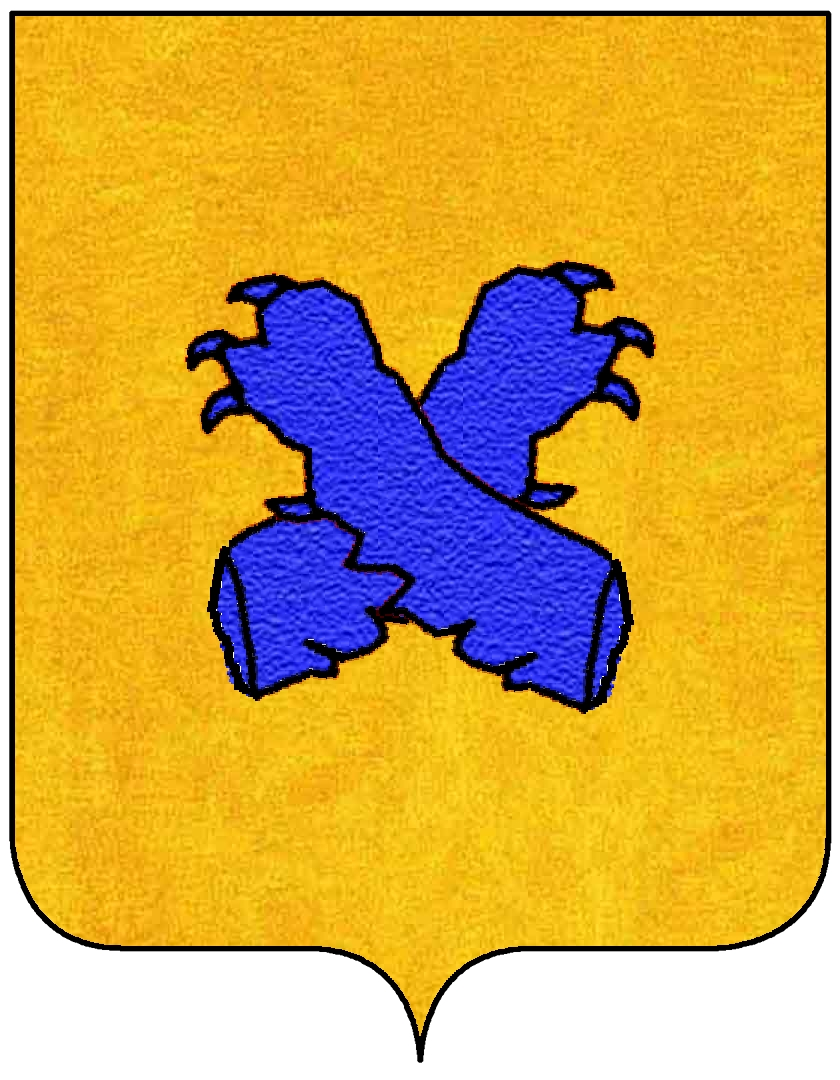
Stemma Rasponi

Dedicata a progetti di assistenza sociale, come lo era stata anche sua madre, aprì un'attività di produzione di mobili per preservare le tele artigianali locali prodotte in Romagna. Nel 1918, incontrò la scrittrice e suffragista apertamente omosessuale, Lina Poletti. Le due donne condivisero la vita per i successivi 40 anni, viaggiando in Europa e in Asia e studiando filosofia e teosofia.

## Biografia

### Primi anni di vita
Dopo la morte del marito, la madre di Rasponi tornò a Ravenna e partecipò a programmi di assistenza sociale. Fu presidente della Società Operaia Femminile (Società delle lavoratrici), che aiutò a fondare nel 1880. Nel 1894, guidò la creazione di un comitato della Croce Rossa a Ravenna e divenne la prima presidente dell'organizzazione. Morì l'anno seguente, lasciando alla figlia la memoria dell'importanza del servizio umanitario.
Eugenia Rasponi Murat, nacque il 18 settembre 1873 a Ravenna, nella regione romagnola del Regno d'Italia, figlia della principessa Costanza (Constanța) Ghica e Gioacchino Rasponi Murat. Era la più giovane dei quattro bambini che sopravvissero. I suoi nonni paterni erano il conte Giulio Rasponi e la principessa Luisa Giulia Murat e i suoi bisnonni paterni erano Gioacchino Murat, Re di Napoli e Carolina Bonaparte, sorella di Napoleone. Dalla parte della madre, i nonni erano Maria Văcărescu e Costache Ghica di Valacchia, e il suo bisnonno materno era il poeta Nicolae Văcărescu. Nel primo mese dalla nascita della bambina, i genitori si trasferirono da Ravenna a Palermo, dove suo padre assunse la carica di prefetto. Morì quando Eugenia aveva quattro anni.

### Carriera
Nel 1903, Eugenia Rasponi acquistò la fortezza del castello, conosciuto con il nome di Rocca Malatestiana, a Santarcangelo di Romagna, dove gestiva un impianto di produzione di mobili. Interessata all'artigianato locale che produceva tele stampate a mano, le acquistò come ornamenti per il castello e come tappezzeria per i mobili. Rasponi divenne anche un'importante suffragista a Ravenna, e partecipò alla convention del 1908 a Roma del Consiglio Nazionale delle Donne Italiane (Consiglio Nazionale delle Donne Italiane, CNDI) guidato da sua cugina, Gabriella Rasponi Spalletti. Intorno al 1918, Rasponi conobbe Cordula Poletti conosciuta come "Lina". Poletti era una suffragista apertamente lesbica. Condividendo la città natale, le opinioni politiche e l'amore per le arti, le due donne divennero una coppia. Vissero a Palazzo Rasponi Murat a Ravenna e nel 1921 ospitarono nel palazzo il congresso CNDI. Il rapporto tra Rasponi e Poletti non fu accettato dalla comunità e dopo la conferenza, le donne decisero di chiudere la fabbrica e trasferirsi insieme a Roma.
Nel 1922, Poletti donò gran parte dei cimeli di famiglia di epoca napoleonica a suo cugino, il conte Gian Battista Spelletti. Dopo una chiusura di 30 anni, riaprì le sale del Palazzo di Ravenna che ospitava il resto dei manufatti di qualità museale, tra cui i ritratti di Re Murat e Caroline Bonaparte realizzati da François Gérard e numerosi dipinti di paesaggi. Continuò il suo attivismo nella lotta per la parità di diritti degli individui, offrendo ospitalità nelle sue varie residenze ad un gruppo di amici con una visione della vita simile alla sua. A Roma, Rasponi e Poletti vissero in Via Giovanni Battista Morgagni e fecero parte di diversi saloni intellettuali, partecipandoo a incontri teosofici e filosofici, che le portarono all'attenzione delle autorità. Di conseguenza, la loro casa venne ripetutamente controllata dalla polizia. Organizzarono seminari per Jiddu Krishnamurti, un filosofo antifascista. Nel 1937, quando Krishnamurti tenne una serie di presentazioni a febbraio e marzo a casa di Rasponi su questioni spirituali, la polizia interruppe l'incontro, accusando Krishnamurti di preparare iniziative politiche. I sostenitori di Krishnamurti scrissero lettere al governo dichiarando che Poletti e Rasponi sostenevano pienamente il governo e che Krishnamurti era apolitico. Alla fine le accuse furon ritirate. La coppia viaggiò molto in Europa e in Asia, facendo lunghi viaggi di studio alla ricerca di risposte antropologiche ed esoteriche ai dilemmi esistenziali.

## Morte ed eredità
Rasponi morì nel 1958, avendo collaborato con Poletti per 40 anni. Fu ampiamente riconosciuta nell'artigianato per aver salvato dall'estinzione la tela di canapa stampata a mano. Non avendo figli, Rasponi lasciò la proprietà a suo cugino, il conte Gian "Giovanni" Battista Spalletti Trivelli, figlio di Gabriella. A sua volta la Rocca Malatestiana di Santarcangelo fu ereditata dalla principessa Marina Colonna di Paliano, che la restaurò e la riaprì al pubblico nel 2019. Il suo appartamento a Palazzo Rasponi Murat fu conservato dopo la sua morte come museo e poté essere visitato dal pubblico su appuntamento fino al 2012.